# Giovan Paolo Lancellotti

Obra principal de Giovan Paolo Lancellotti titulada Institutiones iuris canonici

Giovan Paolo Lancellotti (Perugia, 1522 - 1590) fue un jurisconsulto italiano, doctor in utroque iure ("en ambos derechos"), perteneciente a la corriente denominada humanismo jurídico. Su obra principal, titulada Institutiones iuris canonici (Venecia, Comin da Trino, 1563), fue reeditada unas cuarenta veces hasta 1779, tanto en su versión monográfica como en forma de anexo al Corpus iuris canonici (recopilación del derecho canónico desde sus orígenes hasta el siglo XV).
La obra de Lancellotti, dentro del humanismo jurídico sistemático, retoma el plan clásico "personas-cosas-acciones" de los manuales didácticos romanos (Institutiones de Gaius y de Justiniano) que adapta al derecho canónico pre-tridentino. Otra originalidad es que su obra se presenta en artículos concisos, en cuatro libros, desmarcándose así de los comentarios de las decretales habituales con anterioridad. Por último, pero de no menor importancia, es la pretensión del autor de presentar la materia canónica bajo una forma lógica (esquematizada con arborescencias), lo que también es la aproximación de las obras jurídicas influenciadas por la filosofía lógico-retórica de Pierre de la Ramée y Philippe Melanchthon (Bodin, Derrer, Freige, Althusius). A pesar del relativo olvido en que cayó el autor a partir del siglo XX, su influencia fue notable en la ciencia canónica hasta el Código de 1917. 
Las Institutiones iuris canonici fueron glosadas por los canonistas galicanos Jean Doujat (siglo XVII) y Toussaint Durand de Maillane (siglo XVIII), que también las tradujo en 1770; así como por el célebre iusnaturalista alemán Christian Thomasius (Halle, 1715-1717).